# Hålebäckseröd
Hålebäckseröd är ett naturreservat i Ängelholms kommun i Skåne län.
Området är naturskyddat sedan 2014 och är 4 hektar stort. Reservatet ligger på en sluttning mot Kägleån och består huvudsakligen av bokskog.